# ネクスター
ネクスター（Nexter）は、フランスの防衛企業。フランス国内における企業グループの一つで、傘下の各社を通じて車両・火砲などの部門で活動する軍需産業グループであり、事実上国有企業となっている。

## 歴史
フランスの工廠/造兵廠は、サン＝テティエンヌで1764年に開設されたサン＝テティエンヌ造兵廠を皮切りに、チュール（1777年）、トゥールーズ（1792年）、レンヌ（1793年）、ブールジュ（1866年）、ピュトー（1866年）、タルブ（1870年）、ロアンヌ（1918年）、ル・マン（1927年）、サルブリ（1933年）、イシー＝レ＝ムリノー（1936年）に設立された。
これらを1945年に、 DEFA（Direction des Etudes et Fabrications d'Armements）として統合したのが始まりである。1965年にはDMA（Direction Ministérielle des Armements）を統合してDTAT（Direction Technique des Armements Terrestres）に改称、1971年には国防省が有する他の軍需産業と合併して、GIAT（Groupement Industriel des Armements Terrestres）が誕生した。
1990年に国有企業化されGIATインダストリーズとなった。翌年にはFNハースタルを傘下に収めた。2006年12月1日、GIATインダストリーズはネクスターとなった。
2015年にはドイツのクラウス＝マッファイ・ヴェクマンとの合弁会社としてKMW+ネクスター・ディフェンス・システムズ (KNDS)が設立された。

## グループ企業
ネクスターとして一体的に扱われるのは以下の各社である。
- ネクスター・システムズ（Nexter Systems）
- ネクスター・ミュニションズ（Nexter Munitions）
- ネクスター・エレクトロニクス（Nexter Electronics）
- ネクスター・メカニクス（Nexter Mechanics）
- ネクスター・トレーニング（Nexter Training）
- NBC＝シス（NBC-Sys）
- オプトシス（Optsys）
- ユーロ＝シェルター（Euro-Shelter）

ネクスターは現在、合弁会社であるKMW+ネクスター・ディフェンス・システムズの子会社となっているが、株式はフランス政府が100%保有している。

## 製品
- 小火器
  - FA-MAS（サン＝テティエンヌ）[4]
  - FR F2
  - MAT 49（チュール）[4]
  - MAS 49半自動小銃（サン＝テティエンヌ）[4]
  - AA-52（サン＝テティエンヌ）[4]
- 機関砲
  - タラスク砲塔（25M811）[6]
  - ARX20RWS（20M621）[6]
  - P20（20M621）[6]
  - 40CTAS（共同開発の40mm機関砲RWS）[7]
  - 20mm機関砲 F2
- 航空機関砲
  - 30 M 791[8]
  - DEFA 550[8]
  - SH20ドアガン[8]
  - THL20ターレット[8]
  - THL30ターレット[8]
  - NC 621ガンポッド[8]
- 機関砲（艦載）
  - NARWHAL20A/20B（20M621、20M623）[9]
  - 15A/15B（20M621、20M623）[9]
- 榴弾砲
  - LG1 105mm榴弾砲[10]
  - カエサル 155mm自走榴弾砲[10]
  - タラジャン 155mm榴弾砲[10]
  - TRF1 155mm榴弾砲
  - AMX30 AuF1 155mm自走榴弾砲（155GCT）[4]
- 車両
  - ルクレール[11]
  - DNG/DCL戦車回収車[11]
  - AMX-30 B2 DT（地雷処理戦車）[12]
  - VBCI[13]
  - VBHP アラヴィス（英語版）[14]
  - AMX-30[4]
  - AMX-13[4]
  - AMX-10RC[4]
  - AMX-10P[4]
  - VAB装甲車[4]
- 対戦車ロケット弾
  - APILAS[4]
  - en:Wasp 58[4]